# Gotlib
Gotlib, pseudonimo di Marcel Gotlieb (Parigi, 14 luglio 1934 – Le Vésinet, 4 dicembre 2016), è stato un fumettista francese famoso per le sue opere La Rubrique-à-Brac, Gai-Luron, Superdupont e Hamster Jovial, è stato uno dei fondatori delle riviste di fumetti L'Écho des Savanes e Fluide Glacial, ha inoltre collaborato con Pilote.

## Premi e riconoscimenti
- Nel 1976 ha vinto il Prix du meilleur album al Festival d'Angoulême con l'albo Gai-Luron en écrase méchemment.
- Nel 1991 ha vinto il Grand Prix de la ville d'Angoulême.[1][2]

In suo onore l'asteroide 184878 Gotlib è stato battezzato con il suo nome.